# Richard Topcliffe
 (janvier 2019).
Si vous disposez d'ouvrages ou d'articles de référence ou si vous connaissez des sites web de qualité traitant du thème abordé ici, merci de compléter l'article en donnant les références utiles à sa vérifiabilité et en les liant à la section « Notes et références ».
Richard Topcliffe, né le 14 novembre 1531 et mort en 1604, était un propriétaire terrien anglais, membre du Parlement pendant le règne d'Élisabeth Ire d'Angleterre. Il est devenu célèbre en tant que « chasseur de prêtres » et tortionnaire.
Topcliffe a été un persécuteur fanatique des catholiques et de leur Église. Il a participé à l'interrogatoire et la torture de nombreux prêtres et laïcs, à un moment où les catholiques étaient accusés de chercher activement à faire revenir l’Angleterre au catholicisme.
Topcliffe acquit une réputation de tortionnaire sadique. Il s'est également impliqué directement dans l'exécution des peines de mort qui comprenaient pendaison, écartèlement (dont le châtiment du hanged, drawn and quartered réservé aux traitres à la couronne).
Parmi les victimes de Topcliffe se trouvent les jésuites Robert Southwell, Henry Walpole, Jean Gerard, et Henry Garnet, les prêtres séculiers Edmund Gennings, Eustache White, Polydore Plasten, Thomas Portmont, les laïcs John Mason, Swithin Wells, Sidney Hodgson, Anne Bellamy...